# Варварино (Дмитровський міський округ)
Варва́рино (рос. Варварино) — присілок у складі Дмитровського міського округу Московської області, Росія.
Стара назва — Морозки.

## Населення
Населення — 53 особи (2010; 45 у 2002).
Національний склад (станом на 2002 рік):
- росіяни — 98 %